# Skibsfarten/Bageriet/Butikshandel
|  | Denne artikel er oprettet af botten PalnaBot ud fra en ekstern database. Den kan derfor have sproglige fejl eller mangler. Denne skabelon kan fjernes efter kontrol af indholdet. |

Skibsfarten/Bageriet/Butikshandel er en film instrueret af Jette Bang.

## Handling
Ombord på 'Hans Egede'. Grønlands Styrelses flag. Isbjerge i Julianehåb. 'Disko' losses. Billeder fra Julianehaab. Pramlosning. Solarolie til skibets tanke. Bageriet i Julianehaab. Æltning, vejning og bagning. Butikshandel ved Holsteinsborg. Interiørbilleder af handlende. Bøssemagerværksted ved udstedet Sarfanquak.